# 津波警報システム

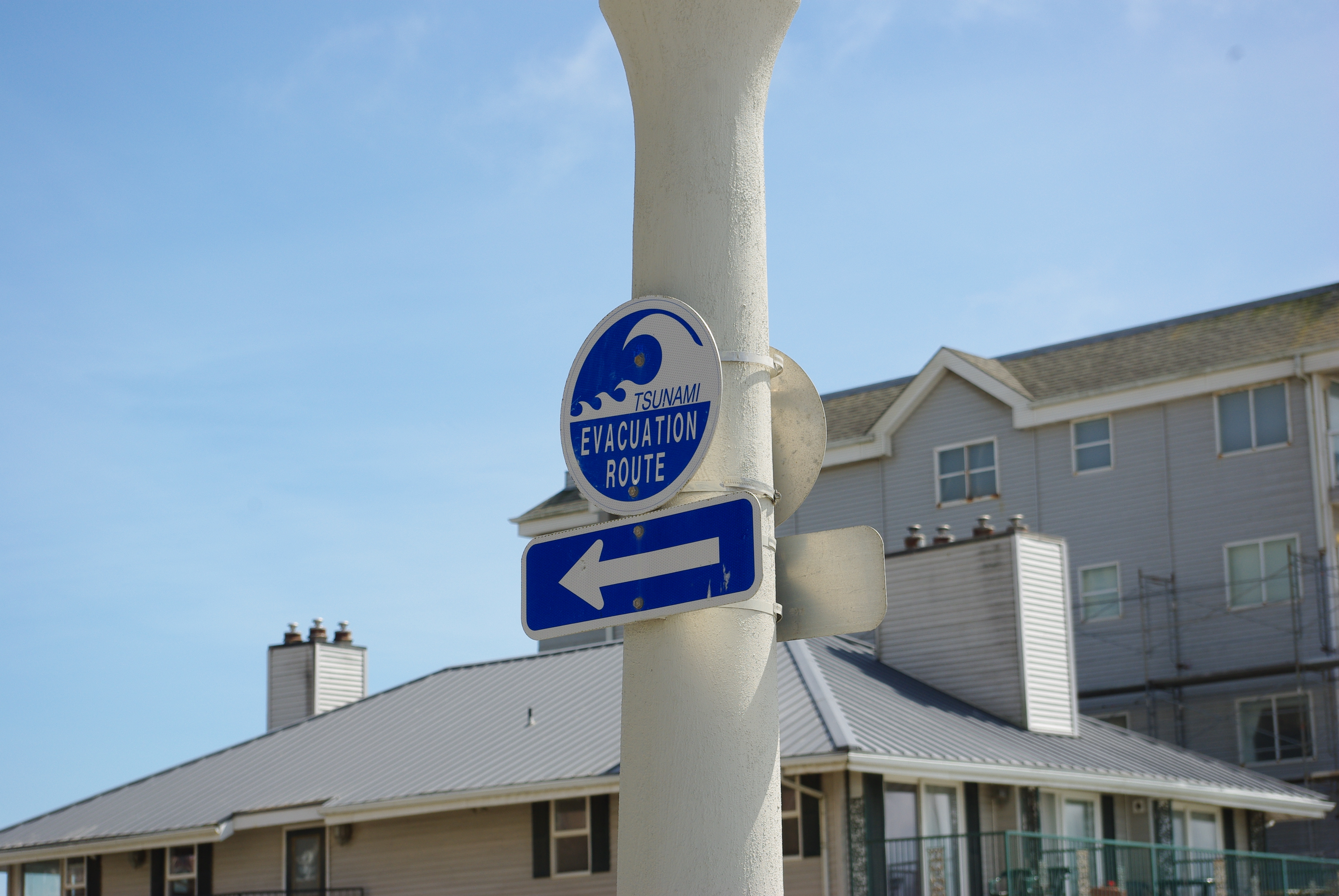
アメリカ西海岸の低地帯に設置されている避難ルートを示す標識

津波警報システム（つなみけいほうシステム、英: Tsunami warning system）は、津波を事前に探知して警報を発することにより、人的および物的被害の軽減を図るものである。

## 概要
津波を探知するセンサー網、および沿岸地域住民に避難する時間的猶予を与えるために十分な即時性をもった警報を発信できる通信インフラの2つの均しく重要な要素から成る。津波警報システムのタイプは、国際的レベル、地域的レベルの2つに区分される。運用される際は、注意や警告を促すために地震速報が利用される。その後、津波の存在を実証するために、（海岸部に設置された検潮儀あるいは海底津波計 (DART) ブイにより）観測された海面水位のデータが用いられる。これらの従来からある警報処置を改良するために、上記以外のシステムも提案されている。その一例としては、T波エネルギー（海洋中のSOFARチャンネルと呼ばれる層に捕捉された地震エネルギー）の継続時間と周期成分が地震の津波ポテンシャルの兆候を表すものだと示唆されている。
近年は津波早期警戒システム (Tsunami Early Warning Systems) との呼称も見られるが、ほぼ同義の語として用いられていると思われる。

## 歴史と予報
地域社会に津波の襲来を警告する最初の初歩的なシステムは1920年代にアメリカ合衆国ハワイ州で試みられた。より先進的なシステムは、ハワイ州ヒロに甚大な被害をもたらした1946年4月1日（アリューシャン地震による津波）と1960年5月23日（チリ地震津波）の二度の津波を経験して開発された。
遠洋において約500 km/hから1,000 km/h (約0.14 km/sから0.28 km/s) で伝わる津波に対して、地震は地震波として概ね4 km/s (約14,400 km/h) の速さで伝達され、ほぼ瞬時に探知することが可能である。これによって、津波の発生可能性・予測の作成および津波の危険に脅かされる地域に向けた警報の発表を行うに足る時間的猶予を確保できる可能性が生まれる。だが、信頼できるモデルによって「どの地震が重大な津波を発生させるか」を予測することが可能になるまでは、モデルを用いる手法では、現行の手法による確証を得た警報よりもはるかに多くの誤報を発してしまうだろうと考えられている。

## 国際警報システム (IWS)

### 太平洋 (ICG/PTWS)

日本の消防庁が制定した「津波注意」の標識。平成20年に国際標準化された。

太平洋で発生する津波に対する警報の多くは、ハワイ州エヴァ・ビーチにある米国のNOAAが運用する太平洋津波警報センター (PTWC) から発表される。また、アラスカ州パーマーにあるNOAAの米国津波警報センター (NTWC) は、アラスカ州とカナダおよび米国の西側に位置する地域を含む、北アメリカの西海岸地域へ向けて警報を発表する。ハワイ州とアラスカ州で165人の死傷者を出す惨事となった先述のアリューシャン地震とそれに伴う津波を受けて、1949年にPTWC、1967年にNTWCがそれぞれ設立された。この海域における津波警報システムに関する国際協力は、UNESCOの政府間海洋学委員会 (IOC) によって、太平洋津波警報システム国際調整グループ (ICG/ITSU、現ICG/PTWS) が1968年に設立されたことにより、達成された。

### インド洋 (ICG/IOTWS)

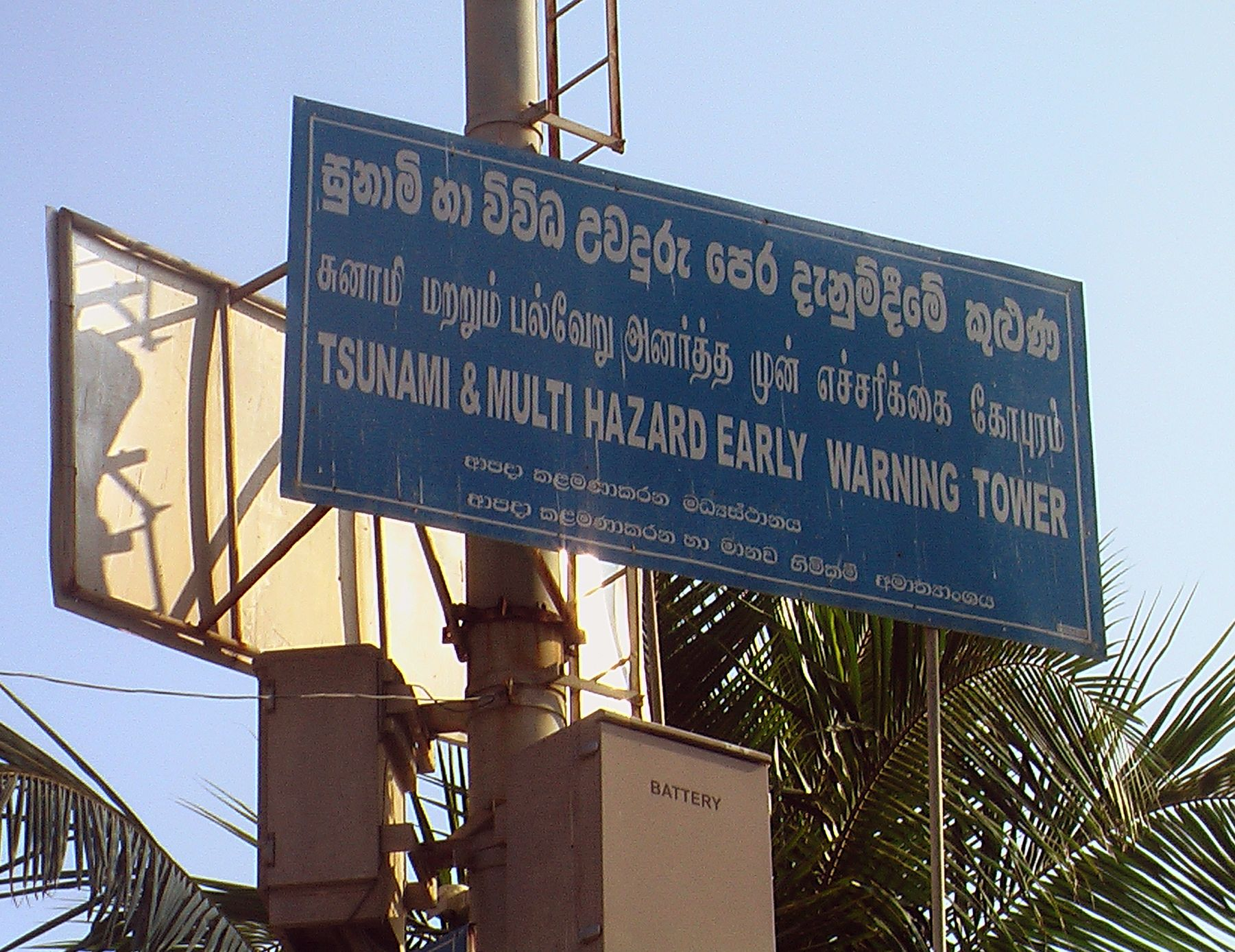
津波早期警戒タワーの掲示（スリランカ・ヒッカドゥワ）

死者数がおよそ23万人にも及んだ2004年のインド洋大津波以後、
2005年1月に日本の神戸市で国連防災世界会議が開かれ、国際早期警戒プログラム (International Early Warning Programme; IEWP) へ向けた第一歩として、国連はインド洋津波警報システムを構築することを決定した。これはインドネシアおよび他の影響地域向けの津波警報システムに生かされている。ただし、インドネシアのシステムは津波検知ブイが2012年に機能不全に陥ったため、現在のところ津波予測は地震活動の探知による手法に限られている。2018年12月のインドネシア津波のように火山の噴火に誘発された津波を予測するシステムは存在しない。

### 北東大西洋と地中海および接続海域 (ICG/NEAMTWS)
2005年6月にUNESCOの政府間海洋委員会 (IOC) により設置された、地中海および北東大西洋津波早期警戒・減災システムのための政府間調整グループ (ICG/NEAMTWS) の最初の統一的なセッションは、2005年11月21日および22日にイタリアのローマで開かれた。
この会合はイタリア政府（外務省および国土環境省）の主催で開かれ、24カ国と13の機関から150名以上の参加者と多くの傍聴者が出席した。

### カリブ海
2008年3月にパナマシティで開かれたメンバー国の代表団による会合によれば、カリブ海域の津波警報システムは2010年までに設置することが計画されている。直近で最も大規模なものでは、1882年にパナマ近海で発生した津波は4,500人の命を奪った。バルバドス政府はこの地域における先導役として、2010年2月に津波発生時の行動等に関する取り決めについて調査、検討していくことを発表している。

## 地域警報システム
世界各地の地域的な津波警報システムの運用センターは、それぞれの担当地域において津波の脅威に晒される可能性が生じた場合には、その地域付近で最近発生した地震に関する地震学的なデータを用いて、津波に対する対応を決定する。
このようなシステムは（公共の放送設備やサイレン等を介して）一般市民に対して15分以内に津波に関する警報を発表することができる。海底で発生した地震の震央やモーメントマグニチュードおよび津波の到達予想時刻は迅速に計算することが可能であるが、海底の変動が発生するか否かが津波の発生にどのように影響するかについて知ることは、ほとんどの場合、不可能であるとされる。そのため、これらのシステムでは誤報が発生する可能性があるが、こうしたシステムはその地域に特化した機関によって極めて迅速に発表される警報であるという性質上、誤報がその地域を越えて正しい情報よりも大きな影響を及ぼすことは困難であると考えられ、混乱は比較的小さく済む。

### 日本
日本では全国規模の津波警報システムを有しており、情報の発表は気象庁によって行われる。地震によって津波の発生が予想される場合、地震発生から数分以内に津波警報・津波注意報が発表される。
2011年（平成23年）3月11日に発生した東北地方太平洋沖地震（東日本大震災）に伴う津波に対しては、地震発生から3分以内に最低3 mの高さの津波を予想する（当時の津波警報発表区分としては最大級の）「津波警報（大津波）」が発表された。2013年（平成25年）3月7日には、東日本大震災以降の津波警報システムの改善に関する議論を踏まえて津波警報・津波注意報の発表区分等が改正され、従来の「津波警報（大津波）」に代わる「大津波警報」の区分が設定された。

## 警報の伝達

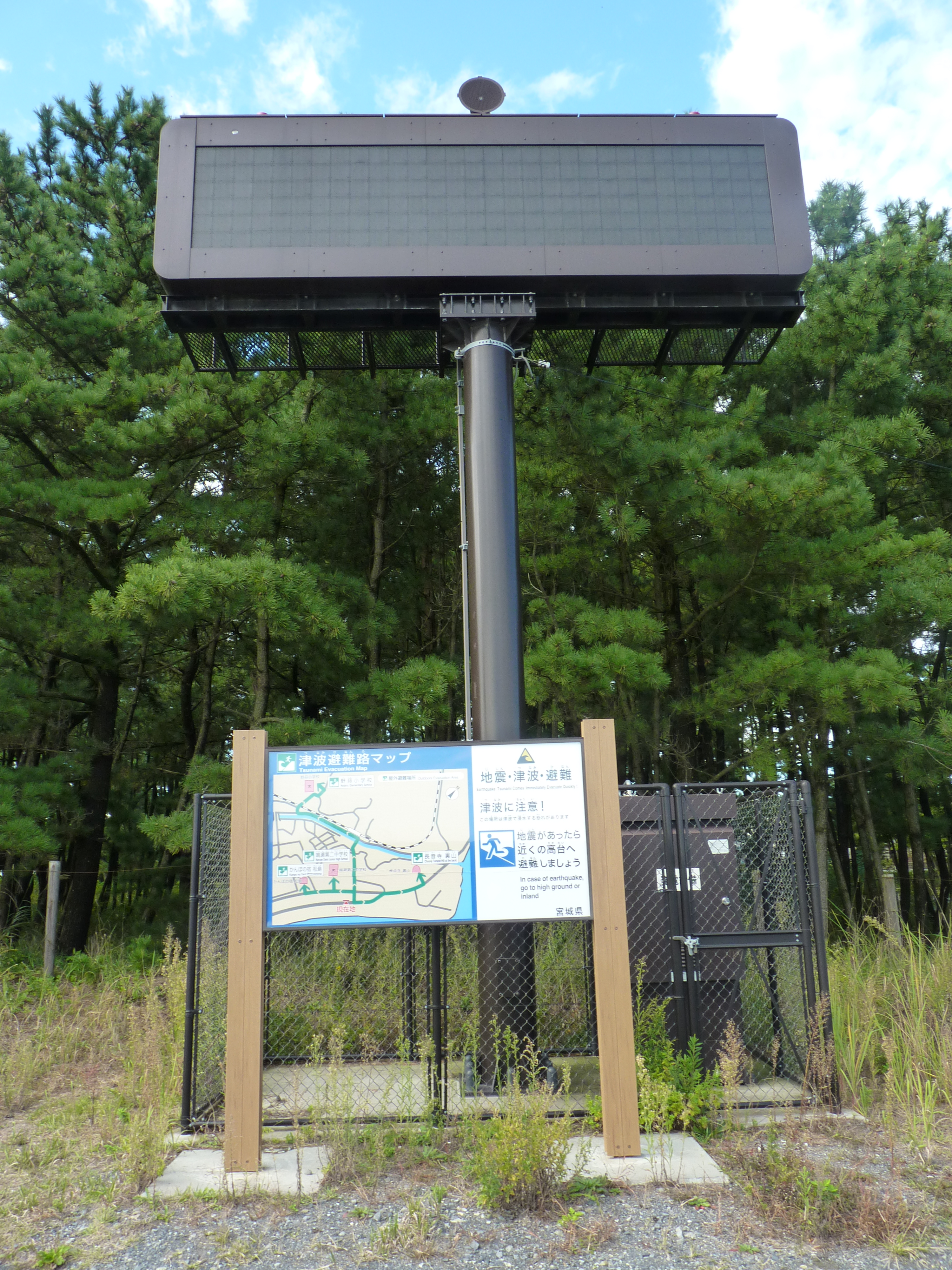
津波警報設備と詳細な避難経路を示した標識（宮城県東松島市、2010年10月撮影）

津波の探知および予測は警報システムの仕事の半分に過ぎない。対象となる地域の住民に警報を的確に伝えることもまた等しく重要である。すべての津波警報システムは、地域住民に対して危険の接近や避難を呼びかけるためのサイレン（日本におけるJ-ALERT等）の他に、津波災害時に緊急対応機関や軍隊等への緊急通報を可能にするための（SMS、電子メール、電話、FAX、テレビ、ラジオの他、常設の災害用専用回線等の）複数の通信回線・通信手段を有する。こうしたシステムのうち世界的な規模で津波に特化したものとしては、NPO組織のCWarnが存在し、津波が接近すると思われる地域にいる登録ユーザーに対して無料のSMSテキストメッセージを送信するサービスを提供している。エンドユーザーへ届く情報は、受信者の現在地（緯度と経度）に基づいて送信される。

## 短所
震源から近い沿岸域では、警報の発令が津波の到達までに間に合わない場合がある。1993年（平成5年）7月12日に発生した北海道南西沖地震において、震源に最も近い奥尻島では地震発生から2 - 3分後に津波の第1波が到達したが、気象庁が津波警報を発表したのは地震発生から5分後のことであった。
上述のように突然津波が襲ってくる潜在性はあるものの、警報システムは効果的であると考えられる。例えば、アメリカ西海岸沖の非常に大きな沈み込み帯でMw9.0の巨大地震が発生した場合、日本においては津波の第1波が到達するまでに12時間以上の猶予がある。これは、太平洋津波警報システムを活用し、ハワイの太平洋津波警報センターや東京の気象庁等からの警報を受け取って、避難行動等の対策を取るには十分な時間であると考えられる。
なお、この想定と（位置関係が）ちょうど逆となる状況が、2011年3月11日の東北地方太平洋沖地震（東日本大震災）において発生した。この地震では太平洋沿岸に位置する50カ国以上の国々に対して津波警報が発表され、太平洋を隔てたアメリカ・カリフォルニア州では死者1名を出す等、日本国外においても被害が発生した。